# A magyar labdarúgó-válogatott mérkőzései 2013-ban
A magyar labdarúgó-válogatott 2013-ban hat vb-selejtező, illetve három barátságos mérkőzést játszott. Az éves mérleg: 3 győzelem, 4 döntetlen, 2 vereség. A válogatott a világbajnokság selejtezőjében a D csoportban szerepelt. A csoportban a harmadik helyen végzett a magyar válogatott, így nem jutott ki a 2014-es világbajnokságra.

## Eredmények
876. mérkőzés – Barátságos mérkőzés
| 2013. február 6. 17:00 |

| Fehéroroszország           | 1 – 1                         | Magyarország         |
| -------------------------- | ----------------------------- | -------------------- |
| Valadzko 58' Bardacsov 87' | (0 – 1) Jegyzőkönyv Részletek | 32' Szabics 49' Elek |

| Bellis Sports Center, Belek, Törökország Játékvezető: Bülent Yıldırım (török) |

877. mérkőzés – 2014-es labdarúgó-világbajnokság-selejtező
| 2013. március 22. 20:30 |

| Magyarország                         | 2 – 2                         | Románia                                                       |
| ------------------------------------ | ----------------------------- | ------------------------------------------------------------- |
| Vanczák 16' Dzsudzsák 71' (11-esből) | (1 – 0) Jegyzőkönyv Részletek | 68' (11-esből) 74' Mutu 90+2' Chipciu 73' Goian 87' Chiricheș |

| Puskás Ferenc Stadion, Budapest Nézőszám: zárt kapuk mögött Játékvezető: Wolfgang Stark (német) |

878. mérkőzés – 2014-es labdarúgó-világbajnokság-selejtező
| 2013. március 26. 19:30 |

| Törökország                | 1 – 1                         | Magyarország                                      |
| -------------------------- | ----------------------------- | ------------------------------------------------- |
| Yılmaz 62' 89' İrtegün 59' | (0 – 0) Jegyzőkönyv Részletek | 71' 75' Böde 47' Varga 58' Dzsudzsák 90+2' Király |

| Şükrü Saracoğlu Stadion, Isztambul Játékvezető: Milorad Mažić (szerb) |

879. mérkőzés – Barátságos mérkőzés
| 2013. június 6. 20:30 |

| Magyarország | 1 – 0                         | Kuvait |
| ------------ | ----------------------------- | ------ |
| Vanczák 57'  | (0 – 0) Jegyzőkönyv Részletek |        |

| ETO Park, Győr Nézőszám: 8 000 Játékvezető: Nikolaj Hänni (svájci) |

880. mérkőzés – Barátságos mérkőzés
| 2013. augusztus 14. 20:30 |

| Magyarország             | 1 – 1                         | Csehország          |
| ------------------------ | ----------------------------- | ------------------- |
| Dzsudzsák 56' (11-esből) | (0 – 1) Jegyzőkönyv Részletek | 23' Kozák 50' Suchý |

| Puskás Ferenc Stadion, Budapest Nézőszám: 18 000 Játékvezető: Howard Webb (angol) |

881. mérkőzés – 2014-es labdarúgó-világbajnokság-selejtező
| 2013. szeptember 6. 20:00 |

| Románia                                         | 3 – 0                         | Magyarország                          |
| ----------------------------------------------- | ----------------------------- | ------------------------------------- |
| Marica 2' Pintilii 31' Tănase 88' Bourceanu 51' | (2 – 0) Jegyzőkönyv Részletek | 14' Korcsmár 45+2' Lipták 61' Vanczák |

| Nemzeti Stadion, Bukarest Játékvezető: Alberto Undiano Mallenco (spanyol) |

882. mérkőzés – 2014-es labdarúgó-világbajnokság-selejtező
| 2013. szeptember 10. 20:30 |

| Magyarország                                                                           | 5 – 1                         | Észtország                                             |
| -------------------------------------------------------------------------------------- | ----------------------------- | ------------------------------------------------------ |
| Klavan 11' (öngól) Hajnal 21' Böde 41' Németh 69' Dzsudzsák 85' Laczkó 54' Guzmics 60' | (3 – 0) Jegyzőkönyv Részletek | 48' Kink 75' 24' Purje 62' Jääger 69' Vunk 84' Reintam |

| Puskás Ferenc Stadion, Budapest Nézőszám: 15 000 Játékvezető: Alekszej Kulbakov (fehérorosz) |

883. mérkőzés – 2014-es labdarúgó-világbajnokság-selejtező
| 2013. október 11. 20:30 |

| Hollandia | 8 – 1                         | Magyarország                                                  |
| --- | ----------------------------- | ------------------------------------------------------------- |
| van Persie 16' 42' 52' Strootman 24' Lens 37' Devecseri 64' (öngól) van der Vaart 85' Robben 89' De Jong 63' | (4 – 0) Jegyzőkönyv Részletek | 47' (11-esből) Dzsudzsák 54' Devecseri 63' Németh 81' Guzmics |

| Amsterdam ArenA, Amszterdam Nézőszám: 52 027 Játékvezető: Martin Atkinson (angol) |

884. mérkőzés – 2014-es labdarúgó-világbajnokság-selejtező
| 2013. október 15. 20:00 |

| Magyarország                                                       | 2 – 0                         | Andorra                                                                              |
| ------------------------------------------------------------------ | ----------------------------- | ------------------------------------------------------------------------------------ |
| Nikolics 52' Lima 64' (öngól) Devecseri 22' Mészáros 32' Koman 79' | (0 – 0) Jegyzőkönyv Részletek | 26' Lorenzo 39' Vieria 79' Moreira 80' Sonejee (80.) 87' San Nicolas 88′ San Nicolas |

| Puskás Ferenc Stadion, Budapest Nézőszám: 1 500 Játékvezető: Daniel Stefański (lengyel) |

## Játékosok
- Bogdán Ádám
- Király Gábor
- Megyeri Balázs
- Gulácsi Péter
- Guzmics Richárd
- Vanczák Vilmos
- Juhász Roland
- Kádár Tamás
- Elek Ákos
- Pátkai Máté
- Laczkó Zsolt
- Lipták Zoltán
- Dzsudzsák Balázs
- Varga József
- Szalai Ádám
- Priskin Tamás
- Németh Krisztián
- Koman Vladimir
- Kovács István
- Böde Dániel
- Halmosi Péter
- Fiola Attila
- Devecseri Szilárd
- Lovrencsics Gergő
- Pintér Ádám
- Gyömbér Gábor
- Mészáros Norbert
- Stieber Zoltán
- Szakály Péter
- Szabics Imre
- Gyurcsó Ádám
- Nikolics Nemanja
- Hajnal Tamás
- Kanta József
- Koltai Tamás
- Korcsmár Zsolt

- Szövetségi kapitány:

Egervári Sándor (október 11-ig)
Csábi József (ideiglenes) (október 11-től december 19-ig)
Pintér Attila (december 19-től)